# Bartis Attila
Bartis Attila (Marosvásárhely, 1968. január 22. –) József Attila-díjas magyar író, fotográfus.

## Életpályája
Erdélyben született, édesapja, Bartis Ferenc (1936–2006) költő, édesanyja Gherasim Margit. Családjával 1984-ben költözött Budapestre, amikor apját megfosztották román állampolgárságától. 1990–1991 között a MÚOSZ Újságíró Iskola diákja volt.

## Munkássága
Huszonhét évesen (1995) jelentette meg bemutatkozó regényét, A sétát. három évvel később jelent meg novelláskötete A kéklő pára címen. Eddigi legnagyobb sikerét A nyugalom című, 2001-ben megjelent regénye szerezte számára. Ez alapján írta meg Anyám, Kleopátra című drámáját, amelyet 2003-ban mutattak be a Nemzeti Színházban Garas Dezső rendezésében, Udvaros Dorottya főszereplésével.
Egy évig írt tárcákat az Élet és Irodalom című folyóiratnak. Itt megjelent írásait A Lázár apokrifek című kötetében adta ki.
Könyveit több nyelvre lefordították. Fotóművészként fényképei számos kiállításon vettek már részt.
A nyugalom című regényéből Alföldi Róbert rendezett filmet, melyet 2008-ban mutattak be (Nyugalom).
2016-ban rendezőként állította színpadra a Marosvásárhelyi Nemzeti Színház Tompa Miklós Társulatával saját drámáját, a Rendezés-t.

## Művei
- A séta (regény, Balassi–JAK Kiadó, Budapest, 1995)
- A kéklő pára. Novellák, 1995–1998; Magvető, Bp., 1998
- A nyugalom (regény, Magvető Könyvkiadó, Budapest, 2001)
- Anyám, Kleopátra (dráma, 2002)
- A Lázár apokrifek. Tizenkét tárca; Magvető, Bp., 2005
- A kéklő pára. Novellák, 1995–1998, 2006; 2. változtatott kiad.; Magvető, Bp., 2007
- Romlás (dráma, 2009)
- A csöndet úgy. Naplóképek, 2005. január–2008. december; Magvető, Bp., 2010
- Bartis Attila–Kemény István: Amiről lehet; Magvető, Bp., 2010
- Tizenegy novella (Magánkiadás, 2010)
- A vége (regény, Magvető Kiadó, Budapest, 2015)
- Rendezés (dráma, 2016)
- A világ leírása, részlet; fotó Bartis Attila, szöveg Kemény István; Deák Erika Galéria, Bp., 2016
- A szigeteken; szöveg Katharina Narbutovič, Petrányi Zsolt, Szűcs Attila; Magvető, Bp., 2018 (fotóalbum)
- A nyugalom; jav. utánny.; Magvető, Bp., 2018
- A kéklő pára. Novellák, 1995–1998, 2006; jav. utánny.; Magvető, Bp., 2018
- Az eltűnt idő nyoma. Száz fecni, 1989–2019; Magvető, Bp., 2019

## Kiállításai
- Az Engelhard-hagyaték – fotográfiák
  - Dorottya Galéria, Budapest, 1996
  - Frankfurt 1996
  - Frankfurt 1999
- Photo Pygmalion – fotográfiák
  - Vintage Galéria, Budapest, 1998
  - Mai Manó Ház, Pécsi József Ösztöndíjasok Kiállítása, Budapest, 2000
- A szigeteken – fotográfiák
- Mai Manó Ház, Budapest 2018
- Románia Nemzeti Művészeti Múzeum, Bukarest 2019

## Díjak, kitüntetések
- 1995 Móricz Zsigmond-ösztöndíj
- 1996–1998 NKA Irodalmi Ösztöndíj
- 1997 Soros Irodalmi Ösztöndíj
- 1997 Déry Tibor-díj
- 1998–1999 Pécsi József Fotóművészeti Ösztöndíj
- 1999 Hajnóczy Péter Irodalmi Ösztöndíj
- 2001 Örkény István drámaírói ösztöndíj
- 2002 Márai Sándor-díj
- 2005 József Attila-díj
- 2006 A Magyar Köztársasági Érdemrend lovagkeresztje
- 2010 Szép Ernő-jutalom
- 2016 Libri irodalmi közönségdíj
- 2016 Merítés-díj
- 2018 Magyarország Babérkoszorúja díj
- 2020 Térey János-ösztöndíj

### Írásai
- Nyári könnyű Archiválva 2004. december 27-i dátummal a Wayback Machine-ben
- Bartis Attila – Kemény István: A félszent